# Рожнов, Георгий Арсентьевич
Георгий Арсентьевич Рожнов (5 мая 1912, Усть-Медведицкий округ, область Войска Донского — 1985, Волжский, Волгоградская область) — бригадир тракторной бригады Стахановской МТС Октябрьского района, Таджикская ССР.

## Биография
Родился 5 мая 1912 года на хуторе Степанов Усть-Медведицкого округа области Войска Донского (ныне — на территории современного Михайловского района Волгоградской области) в семье казаков. Окончил сельскую школу-семилетку. С 10 лет начал работать в сельском хозяйстве. В неполные восемнадцать лет уехал в город Владимир, поступил учиться на рабфак. Но через год вынужден был вернуться домой. Работал комбайнером, механизатором в родном селе.
Участник Великой Отечественной войны. Службу проходил в авиационных частях, был начальником передвижной ремонтной мастерской в 8-й Воздушной армии. Участвовал в обороне Сталинграда.
После войны с семьей переехал в Среднюю Азию. Работал бригадиром тракторной бригады в Стахановской МТС Октябрьского района Курган-Тюбинской области Таджикской ССР. В 1948 году на полях обслуживаемых им колхозов был получен высокий урожай египетского хлопка — до 45,7 центнеров с гектара на площади 107,5 гектаров.
Указом Президиума Верховного Совета СССР от 3 мая 1949 года за получение высокого урожая хлопка Рожнову Георгию Арсентьевичу присвоено звание Героя Социалистического Труда с вручением ордена Ленина и золотой медали «Серп и молот».
В 1951 году вернулся в родные края. Приехал на строительство Сталинградской ГЭС. Стал работать водителем на самосвале ЯАЗ-2010 в «Сталинградгидрострое», в 1953 году на самосвале вывез первые кубометры грунта из котлована будущей ГЭС. Работал на строительстве не только гидроэлектростанции, но и будущего города Волжский. Работал в «Волгоградгидрострое» до выхода на пенсию, был бригадиром водителей.
Жил в посёлке Средняя Ахтуба, с 1963 года — в городе Волжский. Скончался в 1985 году.
Награждён орденом Ленина, медалями.
В декабре 2013 года в городе Волжский, на доме где жил Герой труда, открыта мемориальная доска.